# 喜沙并头黄芩
喜沙并头黄芩（学名：Scutellaria scordifolia var. ammophila）为唇形科黄芩属下的一个变种。

## 扩展阅读
- 維基物種上的相關：喜沙并头黄芩